# Christian Drescher
Christian Drescher (19 de gener de 1958) va ser un ciclista alemany que va competir per l'Alemanya de l'Est. Com amateur, va guanyar dues medalles de bronze als Campionats del món de velocitat.